# Seznam hradů v Lucembursku
Podle některých optimistických odhadů existuje v Lucembursku až 130 hradů, ale realističtější odhady odkazují na něco málo přes sto. Mnohé z nich lze považovat spíše za velké rezidence nebo zámečky než za hrady.
Současný seznam lucemburských hradů čítá zhruba 50 jmen a zahrnuje všechny známé pevnosti a obytné zámky v zemi.

## Seznam
| Obrázek | Jméno                         | Datum výstavby            | Umístění                 | Aktuální stav                                                            |
| ------- | ----------------------------- | ------------------------- | ------------------------ | ------------------------------------------------------------------------ |
|         | Hrad Ansembourg               | 1135                      | Ansembourg               | V soukromém vlastnictví, bez návštěvníků                                 |
|         | Nový hrad Ansembourg          | 1639                      | Ansembourg               | V soukromém vlastnictví, po rekonstrukci, zahrady přístupné veřejnosti   |
|         | Hrad Aspelt                   | 1590                      | Aspelt                   | Prochází obnovou                                                         |
|         | Hrad Beaufort                 | 11. století               | Beaufort                 | Zřícenina, otevřená návštěvníkům                                         |
|         | Zámek Beggen                  | 1895                      | Dommeldange              | Nyní ruské velvyslanectví                                                |
|         | Zámek Berg                    | 1911                      | Colmar-Berg              | Velkovévodská rezidence                                                  |
|         | Zámek Bettange-sur-Mess       | 1753                      | Bettange-sur-Mess        | Rehabilitační centrum pro mentálně postižené osoby                       |
|         | Zámek Bettembourg             | 1733                      | Bettembourg              | Radnice v Bettembourgu                                                   |
|         | Zámek Bettendorf              | 1728                      | Bettendorf               | V soukromém vlastnictví, bez návštěvníků                                 |
|         | Hrad Betzdorf                 | 17. století               | Betzdorf                 | Vlastněna komunikací SES, žádní návštěvníci                              |
|         | Zámek Born                    | 18. století               | Born                     | V soukromém vlastnictví                                                  |
|         | Hrad Bourglinster             | 11. století               | Bourglinster             | Hotel a konferenční centrum                                              |
|         | Hrad Bourscheid               | 1095                      | Bourscheid               | Částečně obnovený, otevřený návštěvníkům                                 |
|         | Hrad Brandenbourg             | 13. století               | Brandenbourg             | Zřícenina, již není otevřena pro návštěvníky                             |
|         | Zámek Clemensy                | 1665                      | Clemency, JZ Lucembursko | Plně zrekonstruovaný, příležitostně otevřený návštěvníkům                |
|         | Zámek Clervaux                | 12. století               | Clervaux                 | Plně zrekonstruovaný, otevřený návštěvníkům                              |
|         | Zámek Colpach                 | 18. století               | Colpach-Bas              | Rekonvalescentní centrum                                                 |
|         | Zámek Differdange             | 1577                      | Differdange              | Univerzita Miami                                                         |
|         | Zámek Dommeldange             | 17. století               | Dommeldange              | Čínské velvyslanectví                                                    |
|         | Hrad Dudelange                | 15. století               | Mont St. Jean            | Nyní jen zřícenina                                                       |
|         | Zámek Erpeldange              | 1630                      | Erpeldange               | Komunální kanceláře                                                      |
|         | Hrad Esch-sur-Sûre            | 13. století               | Esch-sur-Sûre            | Ruiny, památka otevřená návštěvníkům                                     |
|         | Zámek Fischbach               | 17. století               | Fischbach                | Velkovévodská rezidence                                                  |
|         | Velkovévodský palác           | 1572                      | Lucemburk                | Velkovévodský palác                                                      |
|         | Zámek Heisdorf                | 19. století               | Heisdorf                 | Domov důchodců                                                           |
|         | Hrad Hesperange               | 13. století               | Hesperange               | Zřícenina, v soukromém vlastnictví, není přístupná                       |
|         | Hard Hollenfels               | 11. století               | Hollenfels               | Vzdělávací centrum pro mladé lidi                                        |
|         | Hrad Koerich                  | 13. století               | Koerich                  | Ruiny, památka otevřená návštěvníkům                                     |
|         | Zámek La Fontaine             | 1563                      | Clausen, Lucemburk       | Z bývalého paláce dnes nezůstalo téměř nic                               |
|         | Hrad Larochette               | 11. století               | Larochette               | V létě přístupné veřejnosti                                              |
|         | Lucilinburugh                 | 963                       | Bock                     | Pouze ruiny, přístupné veřejnosti                                        |
|         | Zámek Mamer                   | 1830                      | Mamer                    | Radnice a obecní úřady                                                   |
|         | Hrad Mersch                   | 16. století               | Mersch                   | Správa obce, památku lze navštívit                                       |
|         | Zámek Meysembourg             | 1880                      | Blízko Larochette        | V soukromém vlastnictví, bez návštěvníků                                 |
|         | Zámek Munsbach                | 1775                      | Munsbach                 | Vzdělávací instituce                                                     |
|         | Hrad Pettingen                | 16. století               | Pettingen                | Zřícenina, přístupná veřejnosti                                          |
|         | Zámek Rosport                 | 1892                      | Rosport                  | Muzeum přístupné veřejnosti                                              |
|         | Zámek Sanem                   | 1557                      | Sanem                    | Dětský domov                                                             |
|         | Zámek Schengen                | 19. století               | Schengen                 | Hotel a kongresové centrum                                               |
|         | Hrad Schoenfels               | 17. století               | Schoenfels               | Památka otevřená veřejnosti                                              |
|         | Hrad Schuttbourg              | 1404                      | Blízko Kautenbachu       | V soukromém vlastnictví, bez návštěvníků                                 |
|         | Zámek Schauwenburg            | 16. století               | Bertrange                | Radnice a obecní úřady                                                   |
|         | Zámek Senningen               | 1750                      | Blízko Niederanvenu      | Vládní konferenční centrum, bez návštěvníků                              |
|         | Hrad Septfontaines            | 13. století               | Septfontaines            | V soukromém vlastnictví, bez návštěvníků                                 |
|         | Septfontaines, Rollingergrund | 1775                      | Lucemburk                | Kongresové centrum                                                       |
|         | Zámek Stadtbredimus           | 1724                      | Stadtbredimus            | Vinařské družstvo                                                        |
|         | Zámek Stolzembourg            | 1898                      | Stolzembourg             | V soukromém vlastnictví, bez návštěvníků                                 |
|         | Zámek Urspelt                 | 1860                      | Blízko Clervaux          | Hotel                                                                    |
|         | Hrad Useldange                | 12. století               | Useldange                | Ruiny přístupné veřejnosti                                               |
|         | Hrad Vianden                  | Hlavně 11. až 14. století | Vianden                  | Plně zrekonstruovaný a přístupný veřejnosti po celý rok                  |
|         | Zámek Walferdange             | 1824                      | Walferdange              | Lucemburská univerzita                                                   |
|         | Zámek Wiltz                   | 1727                      | Wiltz                    | Škola                                                                    |
|         | Zámek Wintrange               | 1610                      | Wintrange                | V soukromém vlastnictví, místo konání akcí. Národní historický památník. |

## Podseznam
Toto je seznam méně důležitých hradů nebo zámků.
- Belenhaff v Junglinsteru (přestavěný na golfové hřiště a klubovnu)
- Hrad Berlaymont v Clervaux (malý hrad z 12. století přestavěný v roce 1635, nyní hotel)
- Hrad Birtrange poblíž Schierenu (v soukromém vlastnictví)
- Hrad Ell poblíž Redange (dříve menší pevnost, nyní využívaná pro zemědělskou činnost)
- Heringen v Mullerthalu (nevýrazná zřícenina)
- Hrad Kockelscheuer jižně od Lucemburku (soukromá rezidence z 19. století)
- Zámek Mertert poblíž Wasserbillig (postavený v 70. letech 19. století, nabízí ubytování)
- Zámek Moestroff poblíž Bettendorfu ve východním Lucembursku (z roku 1433, v soukromém vlastnictví)
- Zámek Schorels poblíž Eschette (zůstávají jen zbytky zdí)
- Zámek Schrassig, nyní zbořený, pochází ze 17. století
- Hrad Syrdall